# 楊春薇
楊春薇（1973年4月—），江蘇鎮江人，音樂學者，中國音樂學院副教授、雅樂研究中心副主任、雅樂團副團長；同時也是古琴演奏家，廣陵琴派第十二代傳承人。文化和旅游部人才中心古琴从业人员（教学岗位）专业水平考评专家。

## 生平
楊春薇1973年出生於北京，家中為江蘇鎮江音樂世家。1985年與妹妹楊秋悅由梅庵派琴家劉景韶、劉善教啟蒙學習古琴，1989年師從廣陵派第十一代宗師梅曰強。1992年進入中國音樂學院，師從虞山吳派琴家吳文光教授並研究琴學。1999年於中國音樂學院畢業並獲得碩士學位。後就讀香港中文大學音樂系，2002年獲得民族音樂學博士學位。2003年，梅曰強逝世，楊氏姐妹承其衣缽，成為廣陵派第十二代傳承人。
現任教於中國音樂學院音樂研究所，研究方向為民族音樂學和中國古代音樂史，開設「文人音樂——古琴」、「宮廷音樂——雅樂」、「民族音樂學田野記譜理論方法研究與實踐」等課程，主持《燕国宫廷音乐》、《乡射礼音乐》、《明代朱载堉六小舞舞蹈与音乐》等雅乐的复原和重建，並致力於推廣。
在學術工作之外，楊春薇也經常演出或演講。比方說：在2000年和2001年於比利時和香港兩地舉行獨奏會。2002年在澳大利亞墨爾本國際藝術節、悉尼等地演出。2011年時和妹妹楊秋悅在第28屆上海之春國際音樂節舉行「海上雅樂系列音樂會．楊氏姐妹古琴演奏——梅庵、廣陵、虞山琴派之音」。參與2018年的“廣陵琴派古琴名家音樂會”暨緬懷古琴宗師梅曰強先生九十週年誕辰活動、2019年「紀念廣陵琴派第十代古琴大師劉少椿先生古琴音樂會」。2020年因應疫情以線上音樂會的型式舉辦「【聲臨其境】煦園有客來．楊春薇庭院古琴音樂會」。
另外，也曾在2019年、2021年及2023年三度受邀參與恭王府博物馆和中國昆劇古琴研究會主辦的「良辰美景．恭王府非遗演出季」，其中2019年為中國藝術研究院共同舉辦的二場「枯木龍吟．讓古琴醒來——名琴專場音樂會」。
2020年時，第十二屆海峽論壇中舉行了首屆的「海峽兩岸非物質文化遺產——古琴傳承和發展論壇」，楊氏參與其中的古琴名家直播講座，講題為「古琴之"象"說」。
除了彈奏傳統曲目，楊春薇也嘗試新創作，例如：在2005年的巴黎秋季藝術節上，首演和澳大利亞作曲家 Liza Lim、女高音 Deborah Keyser 合作的新作品〈胎動〉（The Quickening）。

## 作品

### 音樂
| 專輯名稱           | 發行日期 | 發行公司 | 曲目 | 備註           |
| ------------------ | -------- | -------- | --- | -------------- |
| 《幽蘭》           | 2004年   | 亞洲唱片 | 曲目 1. 〈碣石調．幽蘭〉 2. 〈山居吟〉 3. 〈梧葉舞秋風〉 4. 〈平沙落雁〉 5. 〈樵歌〉 6. 〈瀟湘水雲〉 7. 〈離騷〉                                                                    | 與楊秋悅合輯。 |
| 《煦風》           | 2005年   | 亞洲唱片 | 曲目 1. 〈陽春〉 2. 〈流水〉 3. 〈漁樵問答〉 4. 〈梅花三弄〉 5. 〈秋江夜泊〉 6. 〈漁歌〉                                                                                            | 與楊秋悅合輯。 |
| 《飛英遊弦》       | 2006年   | 亞洲唱片 | 曲目 1. 〈神人暢〉 2. 〈古風操〉 3. 〈龍翔操〉 4. 〈楚歌〉 5. 〈憶故人〉 6. 〈烏夜啼〉 7. 〈普庵咒〉 8. 〈墨子悲絲〉                                                                | 與楊秋悅合輯。 |
| 《楊春薇古琴專輯》 |          |          | 曲目 1. 〈古風操〉 2. 〈漁樵問答〉 3. 〈神人暢〉 4. 〈流水〉 5. 〈龍翔操〉 6. 〈梧葉舞秋風〉 7. 〈樵歌〉 8. 〈碣石調．幽蘭〉 9. 〈山居吟〉 10. 〈陽春〉 11. 〈離騷〉 12. 〈憶故人〉 | [ 30 ]         |

### 學術著作
- 楊春薇 (编). . 時代新媒體. 2021. ISBN 978-7-88868-851-3.

#### 博士論文
- 《社會變遷中的廣陵琴派》[31]

#### 期刊論文
- 《〈普庵咒〉研究》
- 《琴樂流派的結構研究法》
- 《琴樂流派源流之考證》
- 《中國音樂學院雅樂團的實踐與反思》
- 《從近代琴譜演變論琴樂發展》

### 琴譜
- 楊春薇; 楊秋悅. . 北京市: 中國書店. 2023.

## 外部連結
- 杨春薇的微博 （页面存档备份，存于）
- YouTube上的《幽蘭》專輯播放列表
- YouTube上的《煦風》專輯播放列表
- YouTube上的《飛英遊弦》專輯播放列表
- 《楊春薇古琴專輯》 （页面存档备份，存于），喜馬拉雅FM
- 〈廣陵散〉 （页面存档备份，存于）
- YouTube上的〈山居吟〉，始於1小時07分05秒
- YouTube上的〈梧葉舞秋風〉，始於54分20秒
- YouTube上的〈古風操〉，始於1小時24分35秒
- 楊春薇，〈我第一次演出〉 （页面存档备份，存于）